# Miekiany
Miekiany (biał. Мякяны; ros. Мекяны) – wieś na Białorusi, w obwodzie witebskim, w rejonie brasławskim, w sielsowiecie Mieżany.
Dawniej używana nazwa – Sawonara.

## Historia
W czasach zaborów w gminie Brasław, w powiecie nowoaleksandrowskim, w guberni wileńskiej Imperium Rosyjskiego.
W dwudziestoleciu międzywojennym folwark a następnie majątek leżał w Polsce, w województwie nowogródzkim (od 1926 w województwie wileńskim), powiecie brasławskim, w gminie Brasław.
Według Powszechnego Spisu Ludności z 1921 roku zamieszkiwały tu 93 osoby, wszystkie były wyznania rzymskokatolickiego. Jednocześnie 43 mieszkańców zadeklarowało polską przynależność narodową, a 50 białoruską. Było tu 18 budynków mieszkalnych. W 1931 w 6 domach zamieszkiwały 44 osoby.
Miejscowość należała do parafii rzymskokatolickiej w Mieżanach. Podlegała pod Sąd Grodzki w Brasławiu i Okręgowy w Wilnie; właściwy urząd pocztowy mieścił się w Mieżanach.